# Joseph Cook
Sir Joseph Cook (Silverdale, 7 dicembre 1860 – Sydney, 30 luglio 1947) è stato un politico australiano, sesto primo ministro dell'Australia.

## Biografia
All'età di nove anni cominciò a lavorare in una miniera di carbone.
Dopo essersi sposato nel 1885 con Mary Turner, emigrò nel Nuovo Galles del Sud. Cook si stabilì a Lithgow dove lavorò nelle locali miniere di carbone, diventando nel 1887 il segretario generale del  “Western Miners Association”, il locale sindacato dei minatori.  Egli fu un attivista della lega del Single Tax e fu membro fondatore del partito laburista australiano nelle cui file fu eletto nel 1891 al parlamento del Nuovo Galles del Sud.
Nel 1894 Cook rifiutò di accettare la decisione del partito laburista di far firmare a tutti i membri un impegno ad attenersi alle decisioni del gruppo parlamentare. In polemica con questa direttiva politica Cook lasciò i laburisti e divenne un seguace della formazione conservatrice del partito del libero commercio di George Reid che lo ricambiò nominandolo ministro, carica che conservò sino al 1899.
Nel 1901 Cook conquistò uno scranno nel primo parlamento federale e divenne il vice del leader dell'opposizione Reid. Ma quando quest'ultimo formò nel 1904 il suo governo, Cook non ottenne alcun ministero. Infatti Reid aveva bisogno di offrire portafogli ministeriali a protezionisti indipendenti. Quando nel 1908 Reid si ritirò dalla guida del partito, Cook firmò con i protezionisti di Alfred Deakin l'accordo che portò alla nascita del partito Liberale del Commonwealth (altrimenti noto come fusione) di cui divenne il vice leader.
Cook divenne ministro della difesa nel terzo governo Deakin e, quando quest'ultimo fu sconfitto dai laburisti nelle elezioni del 1910, conquisto la guida del suo partito conducendo una opposizione vigorosa al governo socialista di Andrew Fisher.
Dopo aver vinto con appena un seggio di maggioranza le elezioni del 1913, Cook divenne il sesto premier della storia australiana. Il suo governo incontrò subito numerose difficoltà a causa dell'opposizione del senato federale, controllato dai laburisti, alla sua legislazione.
Quando una legge del governo che prevedeva l'abolizione dell'assunzione preferenziale nel pubblico impiego di membri del sindacato fu bocciata dal Senato, Cook, sicuro di poter vincere agevolmente in un'elezione anticipata, chiese ed ottenne dal Governatore Generale lo scioglimento di entrambe le camere.
Ma Cook non poteva prevedere che nel mezzo della campagna elettorale del 1914 sarebbe scoppiato il primo conflitto mondiale. Questo evento spinse l'elettorato a votare i laburisti di Fisher che si battevano per la costituzione di un esercito australiano indipendente e non inquadrato nelle forze britanniche. Pertanto Cook dovette riassumere il ruolo di capo dell'opposizione, ma nel 1916 un inatteso terremoto politico lo riportò nella maggioranza parlamentare. Il nuovo leader e nuovo premier laburista Billy Hughes,cercò di introdurre, contro il volere della maggioranza del suo partito.  la coscrizione obbligatoria; questa decisione spaccò il partito laburista in due fazioni. La fazione rimasta fedele a Hughes diede vita prima al partito nazional laburista e poi al partito nazionalista che si caratterizzò per il suo orientamento conservatore e di destra.  Per permettere a Hughes di rimanere in carica il partito liberale del Commonwealth si sciolse nel nuovo partito nazionalista del quale Cook divenne il n. 2.  Nel nuovo governo nazionalista di Hughes Cook divenne il Ministro della Marina. I nazionalisti sconfissero i laburisti vincendo le elezioni del 1917 e del 1919 e in quell'anno Cook fece parte della delegazione australiana a alla conferenza di pace di Parigi dove difese la politica dell'Australia Bianca ed ottenne l'annessione all'Australia dell'ex colonia tedesca della Nuova Guinea.  Nel 1918 fu nominato cavaliere e tra il 1920 e il 1921 guidò il ministero del Tesoro e delle Finanze. Nel 1921 si ritirò dalla vita parlamentare e fu nominato Alto Commissario dell'Australia a Londra,   carica che conservò sino al 1927. Tra il 1928 e il 1929 Cook guidò la Reale Commissione nell'Australia del Sud come sostenitore della federazione.
Cook morì a Sydney nel 1947, all'età di 86 anni.